# 娜娜·扎格尼泽
娜娜·扎格尼泽（1987年1月1日—），格鲁吉亚女子国际象棋棋手，国际象棋特级大师。
扎格尼泽曾于1999年获得国际象棋女子12岁组世界冠军。2003年，又获女子20岁组世界冠军。2008年，她代表格鲁吉亚队参加女子国际象棋奥林匹克，帮助格鲁吉获得该届比赛冠军。同年，晋升为国际象棋特级大师。其最高排名为女子世界第三。